# ドント・ブリーズ2
『ドント・ブリーズ2』（Don't Breathe 2）は、2021年のアメリカ合衆国のホラー・スリラー映画。ロド・サヤゲスがフェデ・アルバレスと共同で執筆した脚本をロド・サヤゲス自身が監督し、サヤゲス、アルバレス、サム・ライミ、ロバート・タパートが製作を務めた作品である。アルバレス監督が手掛けた2016年の映画『ドント・ブリーズ』の8年後を舞台にした続編で、スティーヴン・ラングが前作に引き続きノーマン・ノードストローム（盲目の老人）役を再び演じ、11歳の養女を連れ去った謎の武装集団との戦いを描いている。
この映画は、2021年8月13日にソニー・ピクチャーズ・リリーシングより劇場公開された。

## ストーリー
第1作の出来事から8年、盲目のSEALs退役軍人であるノーマン・ノードストロームは11歳の少女フェニックスと飼い犬のシャドーと一緒にデトロイト近郊で暮らしている。ノーマンはフェニックスに彼女の母親は一家の古い家での火事で死んだと言い聞かせていた。
ノーマンにとって社会との唯一の接点であるヘルナンデスは、ノーマンを説得して街への用事がてらフェニックスの気分転換にと彼女を一緒に連れ出す。ならず者がフェニックスを連れ去ろうとするが、シャドーが追い払う。ならず者一味はヘルナンデスの車をノーマン宅まで尾行し、フェニックスを車から降ろすまで待機した後、立ち去ろうとするヘルナンデスを殺害、次いでシャドーもおびき寄せて殺す。ノーマンがシャドーを探しに家の外に出る間に、一味はフェニックスを誘拐するため住居に押し入る。ノーマンと一味の間で争いが繰り広げられ、一味のリーダーであるレイランは自分こそが彼女の実の父親だと告げ、その証に自分にもフェニックスと同じ1束の白髪があることを示す。
8年前、フェニックスの家は地下の違法薬物製造での爆発により焼け落ち、レイランは8年間の刑務所暮らしをしたことを告白する。ノーマンは意識を失ったフェニックスを廃墟で見つけ、彼の亡くなった娘の代わりに育てようと家に連れ帰ったのだ。釈放後、レイランはフェニックスが母親の墓碑に花を手向けているのを見つけ、彼女が生き延びていることを知ったのだった。レイランは飼い犬を仕向けてノーマンを殺そうとするが、ノーマンはその犬を屋根裏に閉じ込める。フェニックスは外に脱出したが、一味の者に捕まり眠らされる。一味はノーマン宅に放火してフェニックスを連れて立ち去る。ノーマンはかろうじて屋外に脱出するも昏倒する。
ホテルではレイランがフェニックスの本当の名前はタラだと明かし、母親ジョセフィンに引き合わせる。ジョセフィンは一命を取り留めていたが、末期の状態だった。ジョセフィンは薬物製造中に爆発を発生させてしまい、それがもとで内臓が中毒に罹っていると説明する。タラの両親はジョセフィンへの心臓移植を目的にタラを誘拐したのである。タラは飲み物に混ぜられた薬で眠らされてしまう。一方、意識を取り戻したノーマンは一味が現場に置き去りにした犬を手懐けて一味のもとへ案内させる。
タラの心臓除去手術は必要な資材・設備に乏しく、麻酔を使用せずに行われようとしていた。だが、到着したノーマンによってホテル内は停電に陥り手術は行われず、レイランの手下らは暗闇をうまく利用するノーマンに次々と襲われ、外科医も殺される。ノーマンとレイランの闘いの最中、レイランの撃った流れ弾でジョセフィンは命を落とす。ノーマンはレイランの眼球をえぐり出し、彼をその場にうち捨てる。
深手を負ったノーマンはレイランが言ったことが事実だと告げ、自身の犯罪を殺人や強姦も含めて告白して、タラに安全な場所へ逃げろと命じる。しかし、まだ息のあったレイランが襲いかかりノーマンを刺すが、レイランはタラに刺されて命を落とす。タラはノーマンを助けようとし、自分にはその力があると訴える。それに対しノーマンはタラにはもう助けてもらったと答えて、刺し傷が命取りとなる。タラはその場を去り、かつて世話になっていた養育施設へと向かう。彼女は遊んでいる子どもたちに歩み寄り、自身をフェニックスだと名乗る。
エンドロール半ば、レイランの犬がノーマンの体に寄って行き、その指をなめる。ノーマンの指がわずかに動き、まだ命があることを暗示する。

## キャスト
ノーマン・ノードストローム / 盲目の老人
演 - スティーヴン・ラング、日本語吹替 - 沢木郁也
8年前に負った怪我から回復し、現在は養女のフェニックスと一緒に人里離れた一軒家にて暮らしている元軍人の盲目の男。
レイラン
演 - ブレンダン・セクストン3世、日本語吹替 - 小山力也
武装集団のリーダー。
フェニックス
演 - マデリン・グレイス、日本語吹替 - 井上ほの花
ノーマンの養女。彼と一緒に暮らしている。
ジョセフィン
演 - フィオナ・オシャーグネッシー、日本語吹替 - 井上喜久子
フェニックスの実の母。
ヘルナンデス
演 - ステファニー・アルシラ、日本語吹替 - 福原綾香
元アメリカ陸軍レンジャー部隊隊員であり、ノーマンの旧友。
ジム・ボブ
演 - アダム・ヤング、日本語吹替 - 鈴木崚汰
ジャレッド
演 - ボビー・スコフィールド
デューク
演 - ロッチ・ウィリアムズ
外科医
演 - ステファン・ロードリ
ビリー
演 - ディアナ・バブニコワ
ラウル
演 - クリスチャン・ザギア、日本語吹替 - 平林剛

## 製作

### 企画
2016年11月、脚本家のフェデ・アルバレスは、『ドント・ブリーズ』の続編が製作中であり、監督として復帰したことを発表した。プロデューサーのサム・ライミは、「今まで聞いた中で最も素晴らしい続編のアイデアとしか言いようがない。冗談ではなくて」。2018年11月、アルバレス監督は「今はただのアイデアだよ。公式に発表することは何もない。『ドント・ブリーズ2』の脚本はあります。それが唯一の違いです。『Evil Dead 2』の脚本はないが、我々が書いた『Don't Breathe 2』の脚本はあるんだ」と述べた。
また、「あのツイートをしたときは、人々が何を好むかということに興味があった。私たちは、人々が何に最も興味を持つかについて、内部で議論していました。残念ながら、『Evil Dead 2』が勝った。でも、『ドント・ブリーズ2』は僕が作った作品だから、優勝してほしかったかな。明らかに『死霊のはらわた』の方が大きな支持を得ていますからね」とも述べた。2020年1月、アルバレスが監督を共同脚本家のロド・サヤゲスに交代したことで、サヤゲスは監督デビューを果たすこととなった。2021年3月のインタビューで、スティーヴン・ラングは、ノーマン・ノードストローム役の再演に備えて、目が見えないことに悩む人の癖や特徴を正確に表現するためにニューヨーク州オールバニのThe Northeastern Association for the Blindと協力したと語っている。

### 撮影
2020年8月7日、セルビアのベオグラードで、前作から引き続いてペドロ・ルケが撮影監督を務める形で、主要撮影は開始された。2020年7月、撮影前にスティーヴン・ラングはセルビアに到着してから10日間、自主隔離した。以前は2020年4月に製作開始が予定されていたが、COVID-19パンデミックの影響により延期された。ラングは、2020年10月8日に撮影が終了したことを明らかにした。

### ポストプロダクション
アルバレスによると、2021年3月までには、本作のポストプロダクションは終了したとのことであり、アルバレス自身は本作に対して「少し前に観たが素晴らしい」とコメントしている。2021年5月、『ドント・ブリーズ2』のスコアを作曲したのは、1作目から引き続きロケ・バニョスであることが明らかになった。ポストプロダクションでは、Jan Kovacがリードエディターを務めた。

## 公開
『ドント・ブリーズ2』は、2021年8月13日にソニー・ピクチャーズ・リリーシングから劇場公開された。

## 作品の評価
Rotten Tomatoesによれば、78件の評論のうち高評価は44%にあたる34件で、平均点は10点満点中4.9点、批評家の一致した見解は「スティーヴン・ラングは『ドント・ブリーズ2』でもスリリングで堂々とした存在感を示しているが、この続編のストーリーは彼のキャラクターを前進させる賢明な方法を見いだすのに苦労している。」となっている。
Metacriticによれば、19件の評論のうち、高評価は7件、賛否混在は7件、低評価は5件で、平均点は100点満点中46点となっている。